# ベースボール・レコード・ブック
『ベースボール・レコード・ブック 日本プロ野球記録年鑑』（ベースボール・レコード・ブック にほんプロやきゅうきろくねんかん）とは、ベースボール・マガジン社が1982年から毎年12月中旬に発行する日本プロ野球の公式記録集である。

## 前身
ベースボール・マガジン社が発行する週刊誌「週刊ベースボール」では、千葉功（プロ野球記録アナリスト）が、パシフィック・リーグ公式記録員時代の1961年から現在まで「記録の手帳」を連載中。同社では、1981年シーズンまでの掲載内容を基に、1982年に「日本プロ野球記録史」シリーズ（全5冊）を刊行した。2001年には、1982年から2000年までの連載をまとめた続編として、「プロ野球記録の手帳」を出している。

## 内容
「記録の手帳」および「日本プロ野球記録史」の内容を基に、1シーズン1冊の単位で刊行。当該シーズンにおける日本野球機構（NPB）公式戦およびオールスターゲーム、クライマックス・シリーズ、日本シリーズ全試合の詳細な記録、NPB一軍公式戦の歴代記録、当該シーズンにおける全球団の支配下登録選手の年度別一軍公式戦成績の一覧などを掲載している。
タイトルには西暦の年号を冠しているが、刊行時期との兼ね合いなどから、掲載対象シーズン（年度）より1年先の年号で表記（例：『ベースボール・レコードブック2014』には2013年シーズンの公式戦成績・記録・情報を掲載）。1989（1988年シーズン版）以降は、NPB・BISでの集計による公式記録を、NPBによる許諾の下で活用している。2000（1999年シーズン版）まではB6判だったが、2001（2000年シーズン版）からは判型をA5判に改めるとともに、記事・データ・スコアテーブルに使用する文字を大きくした。ただし、公式記録の集計・公表をめぐる制約などから、守備関連の成績についてはNPB公式サイトで公表中のシーズンデータ（公表対象は過去8シーズン分のみ）に比べて手薄である。
ちなみに、2010（2009年シーズン版）までは、NPBの二軍についても公式戦全試合のスコアテーブルを掲載。巻頭では、前シーズン版刊行後から当該シーズン版の刊行直前（11月下旬）までのNPB関連の動向をまとめた年表や、当該シーズンにおける全球団の回顧記事にページを割いていた。シーズンによっては、「特別企画」と称して、特定の記録に関する詳細なデータ集やコラムを巻末に加えることもあった。
2011（2010年シーズン版）からは、価格やページ数を抑える一方で、上記の年表・記事・コラムを割愛することによって「公式記録集」としての機能に特化。二軍の公式戦についても、掲載する記録の対象を、個人およびチームのシーズン通算成績と、チーム別・カード別のスコア・責任投手、リーグ別の最終順位に絞り込んでいた。2020（2019年シーズン版）からは、全球団の回顧記事の掲載を再開している。

## 主な掲載項目

### 現在
「ベースボール・レコードブック2014」を基準に記載

#### 当該シーズンの記録

##### 一軍（セントラル・リーグおよびパシフィック・リーグ）公式戦全記録
- チーム勝敗表
- ホーム・ゲーム勝敗表
- ロード・ゲーム勝敗表
- リーグ戦勝敗表
- 月別勝敗表
- 各年度チーム順位
- 各年度優勝決定日・試合数
- チーム別対戦成績
- カード別対戦成績　- 全試合のスコアテーブルを掲載
- 打撃成績（チーム・個人）
- 投手成績（チーム・個人）
- 指名打者成績
- 代打成績
- 個人チーム別本塁打成績
- 個人チーム別投手成績
- 守備成績
- 盗塁阻止率
- 観客動員数

##### 一軍交流戦（セ・パ交流戦）全記録
2005年シーズンにセ・パ交流戦を開始したため、2006から掲載。
- チーム勝敗表
- ホーム・ゲーム勝敗表
- ロード・ゲーム勝敗表
- 対戦カード別勝敗表
- 各年度チーム順位
- 打撃成績（チーム・個人）
  - 個人チーム別本塁打成績
- 投手成績（チーム・個人）
  - 個人チーム別投手成績
- カード別対戦成績　- 全試合のスコアテーブルを掲載

##### 表彰選手
- 月間MVP
- 日本プロ野球タイトルホルダー・表彰選手

##### セントラル・リーグおよびパシフィック・リーグの「記録スクランブル」（特筆すべき記録）
いずれも当該の選手・試合・シーン・球場名および記録達成前のスコアを記載　
- サヨナラ本塁打・三塁打・二塁打・単打・犠飛・失策・暴投
- 満塁本塁打
- 初回先頭打者本塁打
- ランニング本塁打
- 完全試合
- ノーヒットノーラン
- 1安打投球試合
- サヨナラ試合・無点試合・1点差試合および延長試合のチーム別勝敗表

##### 個人年度別成績
- 選手名簿 -  監督・コーチ・支配下登録選手・育成選手の登録名を、背番号・当該シーズンでの異動履歴を含めて掲載
- 個人年度別打撃成績
- 個人年度別投手成績
- 個人投手打撃成績

##### 二軍（イースタン・リーグおよびウエスタン・リーグ）公式戦全記録
- チーム勝敗表
- チーム別対戦成績
- カード別対戦成績
- チーム別個人打撃成績
- チーム別投手成績
- 表彰選手

##### 二軍（ファーム）交流戦全記録
- カード別対戦成績

##### セントラル・リーグおよびパシフィック・リーグのクライマックス・シリーズ記録
2007年シーズンにクライマックス・シリーズを開始したため、2008から掲載。
- カード別対戦成績　- 全試合のスコアテーブルを掲載
- チーム別個人成績

##### 日本シリーズおよび二軍（ファーム）日本選手権の記録
- 日本シリーズ
  - 全試合のスコアテーブル
  - チーム別個人成績
- ファーム日本選手権スコアテーブル

##### オールスターゲームおよびフレッシュオールスターゲーム
- オールスターゲーム
  - 出場選手・ファン投票・選手間投票上位者
  - 全試合のスコアテーブル
- フレッシュオールスターゲームスコアテーブル

##### 補足データ
- 日本シリーズ優勝チームのアジアシリーズ全試合スコアテーブル
- 当該シーズンのドラフト会議12球団交渉権獲得選手

#### 日本プロ野球歴代記録
- 日本プロ野球球団変遷図
- 当該シーズンまでのセントラル・リーグおよびパシフィック・リーグ各年度試合方式
- 当該シーズンまでのセントラル・リーグおよびパシフィック・リーグ各年度優勝チーム
- 当該シーズンまでの日本シリーズ各年度優勝チーム
- 当該シーズンまでの各年度チーム順位
- パシフィック・リーグ前・後期チーム順位

##### 当該シーズンまでの各年度個人成績
いずれも当該の選手・成績と達成時点でのチーム名をシーズン・リーグ単位で表記

###### 打撃成績
- 最多打席
- 最多得点
- 最多安打
- 最多単打
- 最多二塁打
- 最多三塁打
- 最多本塁打
- 最多長打
- 最多塁打
- 最多打点
- 最多勝利打点
- 最多犠打
- 最多犠飛
- 最多四球
- 最多故意四球
- 最多死球
- 最多併殺打
- 最多長打率
- 最高出塁率
- 最多出塁
- 当該シーズンまでの各年度打率ベスト10
- 当該シーズンまでの各年度におけるセントラル・リーグおよびパシフィック・リーグの打率ベスト10

###### 走塁成績
- 最多盗塁
- 最多盗塁死

###### 投手成績
- 最多登板
- 最多先発
- 最多完投
- 最多交代完了
- 最多無点勝
- 最多無四球
- 最多勝利
- 最多敗戦
- 最多セーブ
- 最優秀中継ぎ - 2005年シーズン以降は最多ホールドポイント
- 最多セーブポイント
- 最優秀勝率
- 最多投球回
- 最多被本塁打
- 最多与四球
- 最多与死球
- 最多奪三振
- 最多暴投
- 最多失点
- 最優秀防御率
- 無安打無得点試合
- 当該シーズンまでの各年度防御率ベスト10
- 当該シーズンまでの各年度におけるセントラル・リーグおよびパシフィック・リーグの防御率ベスト10

##### 記者選考による表彰選手
- 最優秀選手
- 最優秀新人
- 最優秀投手
- 沢村賞
- 正力松太郎賞
- 当該シーズンまでの各年度ベストナイン
- 当該シーズンまでの各年度におけるセントラル・リーグおよびパシフィック・リーグのベストナイン
- 当該シーズンまでの各年度ゴールデングラブ賞 （1972年～1985年シーズンはダイヤモンドグラブ賞）
- 当該シーズンまでの各年度におけるセントラル・リーグおよびパシフィック・リーグのゴールデングラブ賞

#### ライフタイム・各種記録
いずれも一軍の公式戦が対象

##### 全般記録
- 最長時間試合
- 最短時間試合
- チームの最多連勝記録
- チームの最多連敗記録

##### 打撃記録
- 最多出場試合（通算・連続）
- 最多通算打席（通算・1シーズン）
- 最多打数（通算・1シーズン）
- 最多得点（通算・1シーズン・連続試合・1試合）
- 最多打点（通算・1シーズン・1試合・1イニング・連続試合）
- 最多安打（通算・1シーズン・1試合・連続試合・連続打数）
- 最多二塁打（通算・1シーズン・1試合）
- 最多三塁打（通算・1シーズン・1試合・連続打席）
- 最多本塁打（通算・1シーズン・1試合・連続試合・連続打数）
- 最多満塁本塁打（通算・1シーズン・1試合・連続試合）
- 最多サヨナラ本塁打（通算・1シーズン・連続試合）
- 最多代打本塁打（通算・1シーズン）
- 最多初回先頭打者本塁打（通算・1シーズン）
- 最多塁打（通算・1シーズン・1試合）
- サイクル安打
- 最多連続打席無安打（1シーズン・連続シーズン）
- 最多犠打（通算・1シーズン・1試合）
- 最多犠飛（通算・1シーズン・1試合）
- 最多四球（通算・1シーズン・1試合・連続打数）
- 最多故意四球（通算・1シーズン）
- 最多死球（通算・1シーズン・1試合・1イニング）
- 最多三振（通算・1シーズン・1試合・1イニング・連続試合・連続打数）
- 連続打席最多無三振
- 併殺打（通算・1シーズン・1試合）
- 通算最高打率（4000打数以上の選手・4000打数未満2000打数以上の選手）
- 1シーズン最高打率（規定打席に到達した選手）

##### 走塁記録
- 最多盗塁（通算・1シーズン・1試合・1イニング）
- 最多盗塁死（通算・1シーズン・1試合）
- 投手記録
- 最多登板（通算・1シーズン）
- 最多完投（通算・1シーズン）
- 最多完封勝（通算・1シーズン）
- 最多ホールドポイント（通算・1シーズン・連続試合）
- 最高通算勝率（2000投球回以上の投手・2000投球回未満1000投球回以上の投手）
- 1シーズン最高勝率（規定投球回に達した投手）
- 最多投球回（通算・1シーズン）
- 最多被安打（通算・1シーズン・1試合・1イニング）
- 最多被本塁打（通算・1シーズン・1試合・1イニング）
- 最多与四球（通算・1シーズン・1試合・1イニング）
- 最多与死球（通算・1シーズン・1試合・1イニング）
- 最多奪三振（通算・1シーズン・1試合・連続打者）
- 最多暴投（通算・1シーズン・1試合・1イニング）
- 最多ボーク（通算・1シーズン）
- 最多失点（通算・1シーズン・1試合・1イニング）
- 最多自責点（通算・1シーズン）
- 通算最高防御率（2000投球回以上の投手・2000投球回未満1000投球回以上の投手）
- 1シーズン最高防御率（通算・2リーグ分立後の1950年以降）

### 過去
◎：2011以降では割愛
- セントラル・リーグおよびパシフィック・リーグ全球団の回顧記事（球団別に1ページずつ掲載）◎
- 当該シーズンにおけるプロ野球の主な記録と出来事（年表）◎
- 当該シーズンにおける日本プロ野球の主な記録集（公式戦については原則として1週間単位で掲載）◎
- オールスター・ゲーム出場全選手の個人年度別成績および主要記録集
- 日本シリーズ出場全選手の個人年度別成績および主要記録集
- NPB球団所属のプロ野球選手が日本代表として出場した国際試合（オリンピックおよび ワールド・ベースボール・クラシック）の代表メンバー・本選全試合のスコアテーブル・本選での個人成績（国際試合が開かれたシーズンで刊行版にのみ掲載） - 2010では、特別企画「2009年WBC 日本連覇の記録」として、2009 ワールド・ベースボール・クラシックに関する日本代表のデータを掲載。2014では、2013年のNPB公式戦開幕直前に2013 ワールド・ベースボール・クラシックが開催されたにもかかわらず未掲載。

#### 特別企画
- 1988（1987年シーズン版）：「ドラフトの22年　パ・リーグ編」- 1965年から当該シーズンまでのドラフト会議でパシフィック・リーグの球団から指名された全選手の経歴・入団後の一軍公式戦通算成績および受賞タイトル・寸評を掲載。
- 1989（1988年シーズン版）：「来日全外人選手成績」- 当該シーズンまでにNPB球団へ所属した外国人選手の一軍公式戦成績を年度別に掲載
- 1990（1989年シーズン版）：「日本プロ野球記録史　1982年」
- 1991（1990年シーズン版）：「名選手115人の年度別成績」
- 1992（1991年シーズン版）：「決定版!! 珍記録大全集」
- 1993（1992年シーズン版）：「保存版　歴代ランキング」
- 1994（1993年シーズン版）：「デットヒート物語」
- 1995（1994年シーズン版）：「記録で見るオールスター史」
- 1996（1995年シーズン版）：「盗塁記録大全集」 - 当該シーズンまでの（一軍）公式戦における盗塁関連の主要記録集（盗塁・盗塁死・盗塁成功率およびイニング3盗塁・トリプルスチールの達成事例）、リーグおよびチームの年度別成績、個人年度別盗塁成績、チームおよび個人の年度別盗塁阻止率、コラム「盗塁記録物語」を掲載。
- 1997（1996年シーズン版）：「代打記録集」 - 当該シーズンの現役選手で、一軍公式戦に代打で起用された野手を対象に、年度別の代打成績（起用数・打数・安打・本塁打・打点・打率）を掲載。
- 1998（1997年シーズン版）：「年度別・年代別部門ランキング」
- 1999（1998年シーズン版）：サヨナラ・ゲーム（1936年～1998年） - 一軍公式戦でのサヨナラゲーム全試合を対象に、スコア・球場・サヨナラ勝ち（負け）に至った結果・責任投手名をシーズン単位で掲載。
- 2000（1999年シーズン版）：「指名打者記録集」 - 当該シーズンの現役選手で、一軍公式戦に指名打者で起用された野手を対象に、年度別の指名打者成績（起用数・打数・安打・本塁打・打点・打率）を掲載。
- 2001（2000年シーズン版）：「各年度対戦チーム別投手勝敗」
- 2002（2001年シーズン版）：「ホームラン大全集」
- 2008（2007年シーズン版）：「プレーオフ・プレーバック（1974年～1982年、2004年～2006年）」- 当該年代にパシフィック・リーグで導入されたプレーオフ全試合のスコアテーブルと主要記録を掲載
- 2009（2008年シーズン版）：「平成年代（1989年～2008年）の記録」 - 打撃部門（試合・打席・得点・安打・二塁打・三塁打・本塁打・打点・盗塁・犠打・犠飛・四球・死球・三振・打率・長打率）および投手部門（登板・先発・完投・完封・勝利・敗戦・セーブ・勝率・投球回・被本塁打・四球・死球・奪三振・暴投・失点・防御率）の記録について、平成年代での通算成績、シーズン成績、球団別の通算成績で上位の選手を掲載。